# 周成虎
周成虎（1964年—），汉族，江苏海安人，中华人民共和国地图学与地理信息系统学家，南京大学毕业，第十一届全国政协委员。2013年当选中国科学院院士。

## 生平
加入九三学社，担任中国科学院地理科学与资源研究所国家重点实验室主任。2008年，当选第十一届全国政协委员，代表科学技术界，分入第二十九组。